# زجاج البوروسيليكات

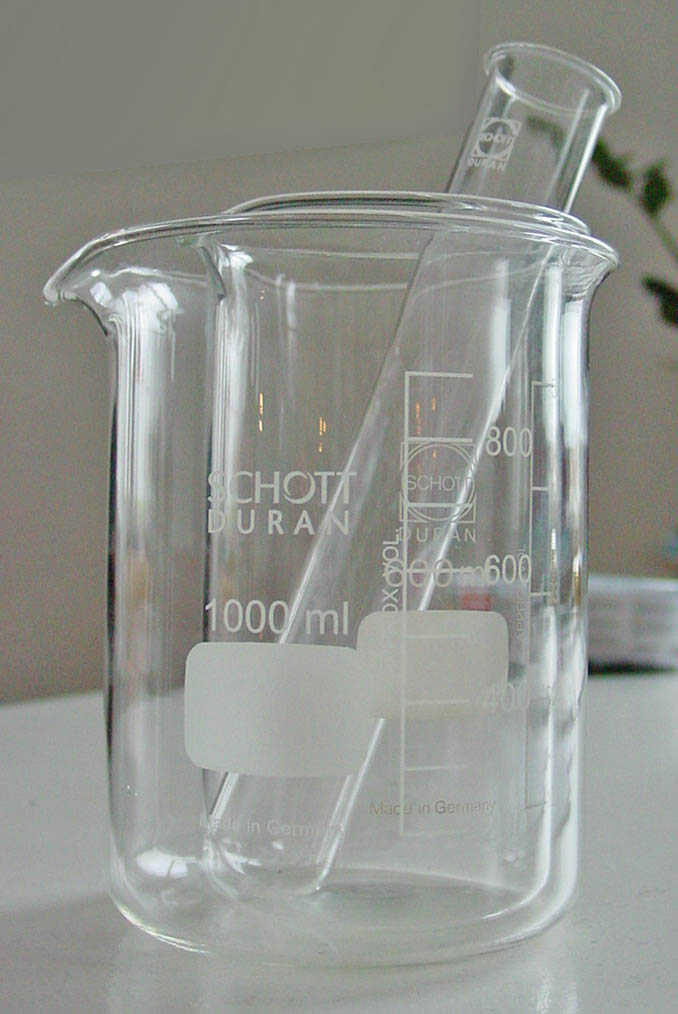
أدوات مخبرية زجاجية مصنوعة من زجاج البوروسيليكات

زجاج البوروسيليكات هو نوع من أنواع الزجاج المقاوم للحرارة وللمواد الكيميائية، والذي يتألف بشكل رئيسي من السيليكا وأكسيد البورون. يتميز زجاج البوروسيليكات بأن معامل التمدد الحراري له منخفض، مما يجعله مقاوماً للصدمات الحرارية، وذلك بشكل يفوق أنواع الزجاج الأخرى، مما يجعله مناسباً لصنع زجاجيات المختبر.
يسوق زجاج البوروسيليكات تحت العديد من الأسماء التجارية، أشهرها بيركس Pyrex ومنتجات شركة شوت Schott AG.

## التركيب
إن تركيب زجاج البوروسيليكات يكون عادة كما يلي:
- 70% إلى 80% من ثنائي أكسيد السيليكون (السيليكا، SiO2)
- 7% إلى 13% من أكسيد البورون (B2O3)
- 4% إلى 8% من أكاسيد الفلزات القلوية (مثل أكسيد الصوديوم Na2O وأكسيد البوتاسيوم K2O)
- 2% إلى 7% من أكسيد الألومنيوم (الألومينا، Al2O3)
- أحياناً تضاف ما نسبته إلى حوالي 5% من أكاسيد الفلزات القلوية الترابية (مثل أكسيد الكالسيوم CaO وأكسيد المغنسيوم MgO)

تأتي تسمية زجاج البوروسيليكات من المكوّنات الغالبة في التركيب وهي من السيليكون والبورون.

## التاريخ
أنتج زجاج البوروسيليكات لأول مرة من قبل الكيميائي الألماني أوتو شوت Otto Schott في أواخر القرن التاسع عشر. انتشرت صناعة زجاج البوروسيليكات في العالم، حيث عمد شركة شوت على تسويق منتجاتها تحت اسم «دوران» "Duran" منذ عام 1893، كما أن شركة Corning Incorporated الأمريكية سوقت منتجاتها تحت اسم بيركس منذ عام 1915.

## الخصائص
إن الخصائص الميكانيكية والبصرية والكيميائية للأنواع المختلفة من زجاج البوروسيليكات تشبه بعضها؛ فعلى سبيل المثال، يظهر في الجدول خصائص منتج دوران Duran من شركة شوت Schott AG وذلك كالتالي:
| الخاصية                   | القيمة                                                       | ملاحظات                           |
| ------------------------- | ------------------------------------------------------------ | --------------------------------- |
| قرينة الانكسار (nm)       | {\displaystyle n=1{.}473}                                    | أقل من زجاج الصوان                |
| عدد أبه                   | {\displaystyle \nu =65}                                      | يشبه الزجاج التاجي                |
| الكثافة                   | {\displaystyle \rho =2{.}23~\mathrm {g/cm^{3}} }             | تقريباً أقل ب 10% من زجاج النوافذ. |
| معامل يونغ                | {\displaystyle E=64\cdot 10^{3}~{\rm {N/mm^{2}}}}            |                                   |
| السماحية                  | {\displaystyle \varepsilon _{\text{r}}=4{.}6}                |                                   |
| معامل التمدد الحراري      | {\displaystyle \alpha =3{.}3\cdot 10^{-6}~\mathrm {K^{-1}} } | أقل بحوالي 40% من زجاج النوافذ    |
| الناقلية الحرارية         | {\displaystyle k=1{.}2~{\rm {W/(K\cdot m)}}}                 | شبيهة بالأسمنت                    |
| الحرارة النوعية           | {\displaystyle C=830~{\rm {J/(kg\cdot K)}}}                  |                                   |
| درجة الحرارة العظمى       | {\displaystyle T_{\rm {max}}=500~{\rm {^{\circ }C}}}         |                                   |
| درجة حرارة التحول الزجاجي | {\displaystyle T_{\rm {glas}}=525~{\rm {^{\circ }C}}}        |                                   |
| درجة التحول               | {\displaystyle T=825~{\rm {^{\circ }C}}}                     |                                   |